# Uruguayische Fußballnationalmannschaft/Weltmeisterschaften
Dieser Artikel beinhaltet eine ausführliche Darstellung der uruguayischen Fußballnationalmannschaft bei Weltmeisterschaften. Uruguay trug das erste WM-Turnier aus und wurde erster Weltmeister und ist zudem bis heute der einzige Weltmeister, der dies nicht in einem Finale wurde, da der WM-Titel 1950 in einer Finalrunde der besten vier Mannschaften errungen wurde. Neben ihren beiden Titelgewinnen waren die Uruguayer 1954, 2010 und 2018 beste südamerikanische Mannschaft, als sie als einzige südamerikanische Mannschaft das Halbfinale erreichten (1954 und 2010) bzw. von der FIFA als beste südamerikanische Mannschaft platziert wurden (2018).

## Bilanz
Mit zwei Titeln und dreimal Platz 4 rangiert Uruguay unter den zehn besten Nationalmannschaften bei Fußball-Weltmeisterschaften. Von den acht Mannschaften, die bisher Weltmeister wurden, konnte sich Uruguay aber am häufigsten nicht qualifizieren (6×).
| Jahr | Gastgeberland          | Teilnahme bis …    | Letzte(r) Gegner                    | Ergebnis    | Trainer           | Bemerkungen und Besonderheiten |
| ---- | ---------------------- | ------------------ | ----------------------------------- | ----------- | ----------------- | --- |
| 1930 | Uruguay                | Finale             | Argentinien                         | Weltmeister | Alberto Suppici   | |
| 1934 | Italien                | nicht teilgenommen |                                     |             |                   | |
| 1938 | Frankreich             | nicht teilgenommen |                                     |             |                   | |
| 1950 | Brasilien              | Finalrunde         | Brasilien, Schweden, Spanien        | Weltmeister | Juan López        | Maracanaço |
| 1954 | Schweiz                | Spiel um Platz 3   | Österreich                          | 4. Platz    | Juan López        | Erste WM-Niederlage |
| 1958 | Schweden               | nicht qualifiziert |                                     |             |                   | In der Qualifikation an Paraguay gescheitert. |
| 1962 | Chile                  | Vorrunde           | Sowjetunion, Jugoslawien, Kolumbien | 12.         | Enrique Fernández | Die letzte rein-südamerikanische Begegnung (Uruguay-Kolumbien) in einer WM-Vorrundengruppe. |
| 1966 | England                | Viertelfinale      | Deutschland                         | 7.          | Ondino Viera      | |
| 1970 | Mexiko                 | Spiel um Platz 3   | Deutschland                         | 4. Platz    | Juan Hohberg      | Halbfinalniederlage gegen den späteren Weltmeister Brasilien |
| 1974 | Deutschland            | Vorrunde           | Niederlande, Bulgarien, Schweden    | 13.         | Roberto Porta     | Erste WM-Niederlage gegen einen Ex-Weltmeister |
| 1978 | Argentinien            | nicht qualifiziert |                                     |             |                   | In der Qualifikation an Bolivien gescheitert. Bolivien scheiterte später im interkontinentalen Play-off am WM-Endrundenteilnehmer Ungarn. |
| 1982 | Spanien                | nicht qualifiziert |                                     |             |                   | In der Qualifikation an Peru gescheitert. |
| 1986 | Mexiko                 | Achtelfinale       | Argentinien                         | 16.         | Omar Borrás       | Früheste Rote Karte in einem WM-Spiel |
| 1990 | Italien                | Achtelfinale       | Italien                             | 16.         | Óscar Tabárez     | |
| 1994 | USA                    | nicht qualifiziert |                                     |             |                   | In der Qualifikation an Brasilien und Bolivien gescheitert. |
| 1998 | Frankreich             | nicht qualifiziert |                                     |             |                   | Als Tabellensiebter in der Südamerika-Qualifikation gescheitert. |
| 2002 | Südkorea/Japan         | Vorrunde           | Dänemark, Frankreich, Senegal       | 26.         | Víctor Púa        | Einziges WM-Spiel gegen einen Titelverteidiger |
| 2006 | Deutschland            | nicht qualifiziert |                                     |             |                   | Im interkontinentalen Play-off um die WM-Endrundenteilnahme an Australien gescheitert. |
| 2010 | Südafrika              | Spiel um Platz 3   | Deutschland                         | 4. Platz    | Óscar Tabárez     | Diego Forlán als bester Spieler ausgezeichnet |
| 2014 | Brasilien              | Achtelfinale       | Kolumbien                           | 12.         | Óscar Tabárez     | Erste Vorrunde mit drei Ex-Weltmeistern (England, Italien und Uruguay) |
| 2018 | Russland               | Viertelfinale      | Frankreich                          | 5.          | Óscar Tabárez     | In der Qualifikation als Gruppenzweiter qualifiziert. |
| 2022 | Katar                  | Vorrunde           | Südkorea, Portugal, Ghana           | 20.         | Diego Alonso      | In der Qualifikation als Gruppendritter qualifiziert. |
| 2026 | Kanada, Mexiko und USA |                    |                                     |             |                   | In der im September 2023 begonnenen Qualifikation treten wieder alle zehn CONMEBOL-Mitglieder in Hin- und Rückspielen gegeneinander an. Die sechs bestplatzierten Mannschaften qualifizieren sich direkt für die WM-Endrunde 2026. Der Siebtplatzierte nimmt als südamerikanischer Teilnehmer am WM-Play-off-Turnier im März 2026 teil. |

Statistik (Angaben inkl. 2022: 22 Weltmeisterschaften; Prozentangaben sind gerundet)

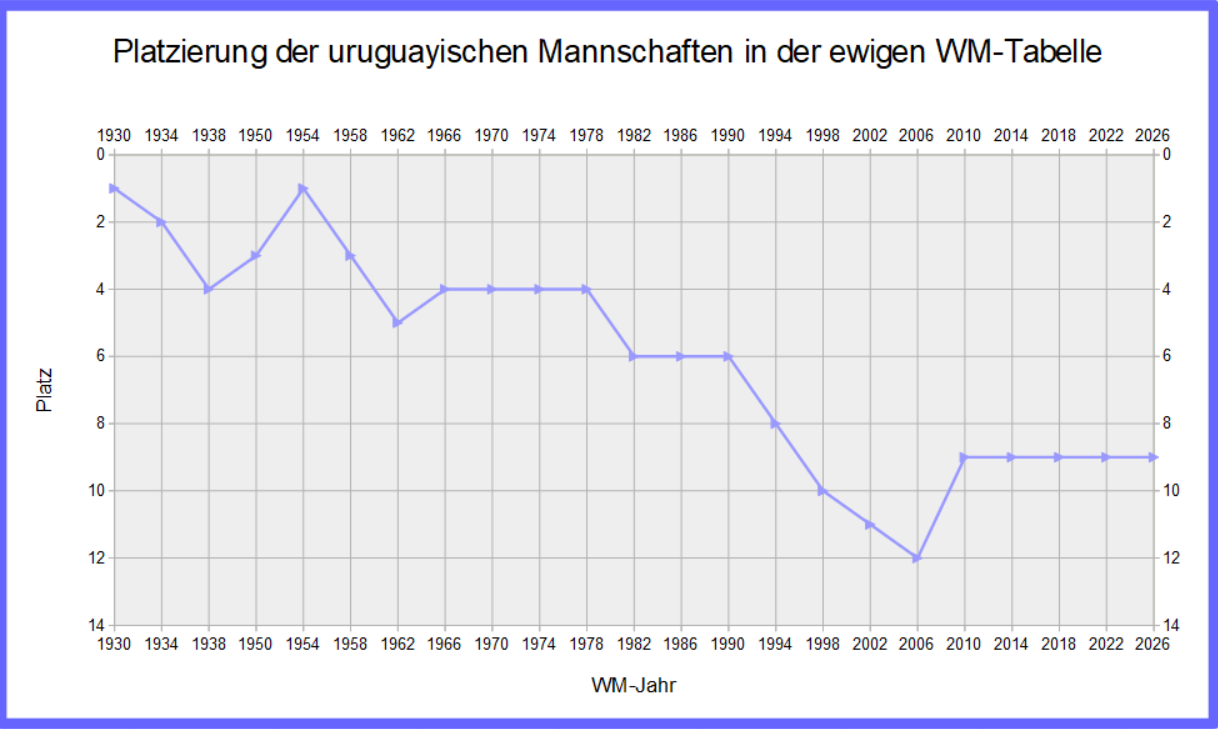
Platzierung der uruguayischen Mannschaft in der ewigen WM-Tabelle

- Teilnahmeverzicht: zweimal (9 %; 1934 als qualifizierter Titelverteidiger und 1938)
- Nicht qualifiziert: sechsmal (27 %; 1958, 1978, 1982, 1994, 1998 und 2006)
- Sportliche Qualifikation (inkl. als Titelverteidiger): 12× (55 % bzw. 60 % der Versuche)
- Teilnahme ohne Qualifikation: zweimal (10 %; 1930, 1950)
  - Vorrunde: viermal (18 %; 1962, 1974, 2002 und 2022)
  - Achtelfinale: dreimal (14 %; 1986, 1990 und 2014)
  - Viertelfinale: zweimal (10 %; 1966 und 2018)
  - Spiel um Platz 3: dreimal (14 %; 1954, 1970 und 2010)
    - 4. Platz: dreimal (14 %; 1954, 1970 und 2010)

  - Finalrunde der besten Vier: einmal (5 %; 1950)
  - Finale: einmal (5 %; 1930)
    - Weltmeister: zweimal (10 %; 1930, 1950)

Häufigster letzter Gegner: Deutschland – dreimal (1966, 1970 und 2014, immer verloren)

## Die WM 1930

Die ersten Weltmeister

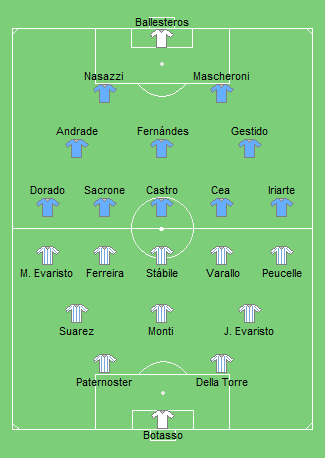
Finalaufstellungen 1930

Nach den beiden Olympiasiegen 1924 und 1928 gewann Uruguay 1930 im eigenen Land auch die erste offizielle WM durch einen 4:2-Sieg gegen den Nachbarn Argentinien. Andrade, Star der Mannschaft bei den Olympischen Spielen 1924 und 1928 erzielte zwar kein Tor, dirigierte aber die Mannschaft. Nach dem Finalsieg beendete er seine internationale Karriere. Im Finale kamen außer Andrade noch sechs weitere Spieler zum Einsatz, die zwei Jahre zuvor die olympische Goldmedaille gewonnen hatten: Héctor Castro, José Pedro Cea, Lorenzo Fernández, Álvaro Gestido, José Nasazzi und Héctor Scarone. In den Gruppenspielen, zu denen Uruguay erst fünf Tage nach dem ersten WM-Spiel startete, da das Estadio Centenario erst verspätet fertiggestellt wurde, konnte zunächst Peru durch das erste WM-Tor für Uruguay durch Héctor Castro mit 1:0 bezwungen werden. Im zweiten Spiel gegen Rumänien gelang dann ein 4:0 und im sofort daran anschließenden Halbfinale ein 6:1 gegen Jugoslawien ein 6:1, bei dem José Pedro Cea drei Tore erzielte.
Viele europäische Mannschaften hatten die Teilnahme am Turnier in Uruguay abgesagt, weil diese den weiten Weg nach Südamerika nicht unternehmen wollten bzw. konnten, obwohl Uruguay sogar finanzielle Unterstützung für die Reise und Unterkunft für die aus Europa anreisenden Mannschaften angeboten hatte. Da die uruguayische Fußballnationalmannschaft selbst 1924 und 1928 den weiten Weg nach Europa für die Olympischen Spiele unternommen hatte, empfand sie die Absage der Europäer als Beleidigung und nahm an den darauf folgenden Weltmeisterschaften in Europa nicht teil.

## Die WM 1934 und 1938
An den Weltmeisterschaften in Italien und Frankreich 1934 und 1938 nahm Uruguay aus Protest nicht teil – obwohl als Titelverteidiger 1934 automatisch qualifiziert und obwohl Frankreich zu den wenigen Europäern gehörte, die 1930 teilnahmen.

## Die WM 1950

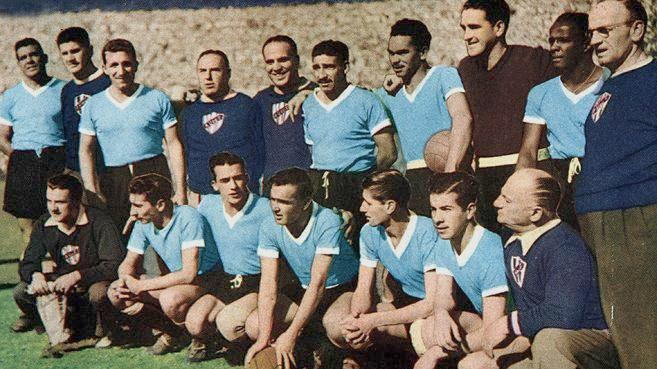
Die uruguayischen Weltmeister von 1950

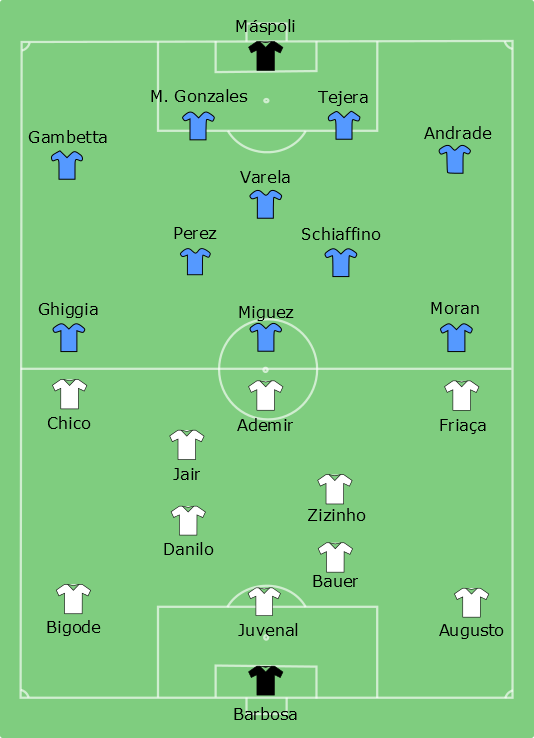
Aufstellungen im Maracanaço 1950

Da Peru und Ecuador vor Beginn der Qualifikation zurückzogen, konnte Uruguay ohne Qualifikationsspiele an der ersten WM im Nachbarland teilnehmen und da Schottland und die Türkei auf die Teilnahme verzichteten, musste Uruguay in der Vorrunde nur gegen Bolivien antreten. Das 8:0 ist der höchste WM-Sieg Uruguays. Die Sieger der vier Vorrundengruppen der Weltmeisterschaft 1950 – Brasilien, Spanien, Schweden und Uruguay – spielten in einer Endrunde im jeder-gegen-jeden-Modus den Titel aus. Brasilien, der haushohe Favorit, gewann die ersten beiden Spiele hoch und sah bereits wie der neue Weltmeister aus, da im letzten Spiel gegen das bis dahin nicht überzeugende Uruguay ein Unentschieden zum Titel gereicht hätte.
Vor fast 200.000 fanatischen Cariocas im Maracanã von Rio de Janeiro ging Brasilien zunächst mit 1:0 in Führung. Mitte der zweiten Hälfte glich Uruguay aus. Im Stadion herrschte lähmendes Entsetzen. Die Zuschauer verstummten, die brasilianischen Spieler erstarrten. Zehn Minuten vor Schluss gelang Uruguay der entscheidende Treffer zum Sieg.
Uruguay: Máspoli; M. Gonzales, E. Tejera; Gambetta, Varela, V. R. Andrade; Ghiggia, Perez, Míguez, Schiaffino, Moran.
Brasilien: Barbosa; Augusto, Juvenal; Bauer, Danilo, Bigode; Friaça, Zizinho, Ademir, Jair, Chico.
Schiedsrichter: Reader (England).
Torfolge: 0:1 Friaça (47.); 1:1 Schiaffino (65.); 2:1 Ghiggia (79.).

## Die WM 1954
Uruguay spielte bei der Weltmeisterschaft 1954 in der Schweiz erstmals als Titelverteidiger bei einem WM-Turnier in Europa und war automatisch qualifiziert und gesetzt. Es spielte in der Gruppe 3 mit Österreich, der Tschechoslowakei und Schottland, musste aber gegen die gleichfalls gesetzten Österreicher aufgrund des einmaligen Modus nicht spielen. Uruguay wurde Gruppenerster ohne Punktverlust und ohne Gegentor. Im Viertelfinale bezwang der Weltmeister England mit 4:2 und traf im Halbfinale auf den hohen Titelfavoriten Ungarn. Ungarn war seit sechs Jahren unbesiegt, während Uruguay bis dahin noch nie ein WM-Spiel verloren hatte. Die Ungarn führten schnell mit 2:0, doch konnte Juan Hohberg in der 75. und 86. Minute ausgleichen. Die Verlängerung brachte schließlich den 4:2-Sieg für die Ungarn, und Uruguay war erstmals geschlagen. Im Spiel um den dritten Platz musste Uruguay dann doch gegen Österreich spielen und verlor mit 1:3. Stars dieser WM waren wie schon 1950 Maspoli und Schiaffino. Hinzu kam der spätere Mittelläufer von Real Madrid José Santamaría.

## Die WM 1958
Erstmals trat Uruguay zu WM-Qualifikationsspielen an und musste gegen Kolumbien und Paraguay antreten. Da Paraguay die ersten drei Spiele gewonnen hatte, darunter ein 5:0 gegen Uruguay und Uruguay in Kolumbien nur ein 1:1 erspielte, war Paraguay schon vor dem letzten Spiel in Uruguay qualifiziert. Uruguay nützte das abschließende 2:0 gegen Paraguay dann nichts mehr.

## Die WM 1962
Für die WM in Chile hatte sich Uruguay in zwei Spielen (1:1 und 2:1) gegen Bolivien qualifiziert. Und nachdem sich Uruguay nicht für die WM 1958 qualifizieren konnte, sollte die Weltmeisterschaft 1962 in Chile wieder alte Erfolge zurückbringen, zumal die WM zum dritten Mal in Südamerika stattfand, wo Uruguay zuvor immer gewonnen hatte. Die Mannschaft wurde in Gruppe 1 gelost, wo sie auf die Sowjetunion, Jugoslawien und Kolumbien traf. Im ersten Spiel wurde Kolumbien mit 2:1 besiegt. Nach einer 1:3-Niederlage gegen Jugoslawien und einer 1:2-Niederlage gegen die Sowjetunion war Uruguay jedoch bereits in der Vorrunde ausgeschieden und die Amtszeit von Enrique Fernández beendet.

## Die WM 1966
Für die WM im „Mutterland des Fußballs“ hatte sich Uruguay souverän durch vier Siege gegen Peru und Venezuela qualifiziert. Bei der Weltmeisterschaft 1966 in England wurde Uruguay die Ehre zuteil, im Londoner Wembley-Stadion das Eröffnungsspiel gegen Gastgeber England zu spielen. Es war das erste einer Serie von torlosen Eröffnungsspielen, was für Uruguay allerdings ein großer Erfolg war. Nach einem 2:1-Sieg über Frankreich und einem weiteren 0:0 gegen Mexiko qualifizierte sich Uruguay als Gruppenzweiter für das Viertelfinale. Hier traf die Mannschaft auf Deutschland. Die deutsche Mannschaft ging früh durch Helmut Haller in Führung. Uruguay sah sich einer weitaus spielstärkeren deutschen Mannschaft gegenüber und wusste sich nur durch überhartes Spiel zu wehren. In der zweiten Halbzeit wurden nach Tätlichkeiten ihr Mannschaftskapitän Horacio Troche und Héctor Silva vom Platz gestellt. Danach gewann Deutschland durch Tore von Franz Beckenbauer, Uwe Seeler und erneut Helmut Haller mit 4:0. Bei den deutschen Fans blieb Uruguay seitdem durch das hässliche Auftreten bei diesem Spiel in unguter Erinnerung. Die Radioreportage von Herbert Zimmermann prägte in Deutschland die Bezeichnung Die Urus für die Uruguayer.

## Die WM 1970
Für die erste WM in Mittelamerika hatte sich Uruguay als Südamerikameister von 1967 durch drei Siege und ein Remis gegen Chile und Ecuador qualifiziert. Bei der Weltmeisterschaft 1970 in Mexiko spielte Uruguay in der Vorrundengruppe 2 zunächst gegen den großen Außenseiter Israel, der sich nur für diese WM qualifizieren konnte und gewann mit 2:0. Gegen den aktuellen Europameister Italien erkämpfte die Mannschaft ein 0:0 und konnte sich nach der 0:1-Niederlage gegen Schweden nur durch die bessere Gesamt-Tordifferenz gegenüber Schweden durchsetzen. Im Viertelfinale gewann die Mannschaft mit 1:0 nach Verlängerung gegen die Sowjetunion und stand erstmals seit 1954 wieder in einem Halbfinale. Im Halbfinale gegen Brasilien ging Uruguay zunächst durch Luis Cubilla in Führung. Kurz vor der Pause konnte jedoch Clodoaldo ausgleichen. In der zweiten Halbzeit hatte Uruguay dann keine Chance mehr und verlor mit 1:3. Im Spiel um den dritten Platz spielte Uruguay dann gegen Deutschland und verlor durch ein Tor von Wolfgang Overath mit 0:1. Es war für 40 Jahre die letzte Platzierung unter den besten Vier für Uruguay.

## Die WM 1974

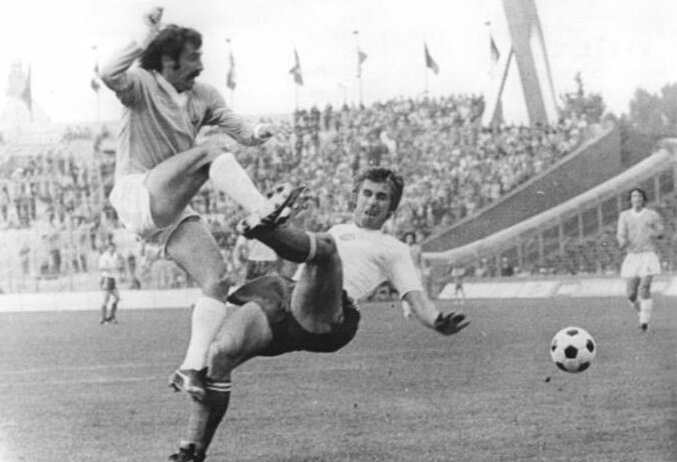
Szene aus dem Spiel gegen Bulgarien

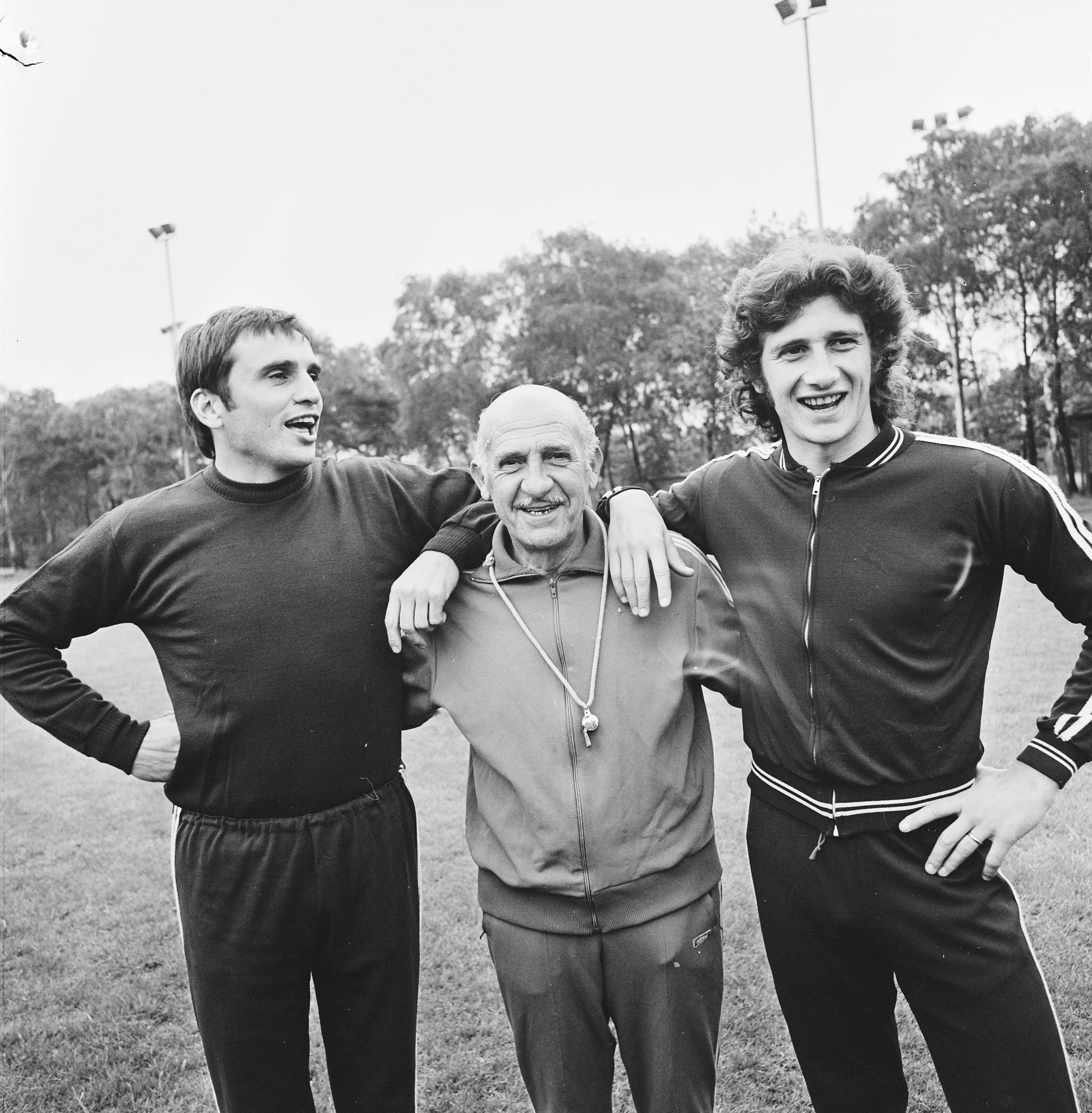
Ladislao Mazurkiewicz, uruguayischer Rekord-WM-Spieler, Trainer Roberto Porta und Fernando Morena (von links nach rechts) im Trainingsquartier in Duisburg

Für die erste WM in Deutschland konnte sich Uruguay in einer Gruppe mit Kolumbien und Ecuador erst im letzten Spiel gegen Ecuador (4:0) qualifizieren, nachdem drei Tage zuvor durch eine 0:1-Heimniederlage gegen Kolumbien die vorzeitige Qualifikation verpasst war. Bei der Weltmeisterschaft 1974 in Deutschland wurden der Mannschaft im ersten Vorrundenspiel der Gruppe 3 in Hannover gleich ihre Grenzen aufgezeigt. Die Niederlande um Johan Cruyff gestalteten das Spiel von Beginn an überlegen und gewann mit 2:0. Im zweiten Spiel gegen Bulgarien kam die Mannschaft über ein 1:1 nicht hinaus und schied nach der 0:3-Niederlage gegen Schweden aus. Mit dem Spiel beendete Ladislao Mazurkiewicz seine Karriere. Er hatte bei drei Endrunden 13-mal das uruguayische Tor gehütet und ist seitdem WM-Rekordspieler Uruguays.

## Die WM 1978
Uruguay scheiterte in der Qualifikation zur WM 1978 an Bolivien und verpasste so die WM im Nachbarland Argentinien. Bolivien unterlag später im interkontinentalen Playoff CONMEBOL/UEFA gegen Endrundenteilnehmer Ungarn.

## Die WM 1982
In der Qualifikation zur WM 1982 scheiterte Uruguay am Endrundenteilnehmer Peru, wobei das Heimspiel mit 1:2 verloren wurde und lediglich ein Spiel gegen Kolumbien gewonnen wurde.

## Die WM 1986
Zwölf Jahre mussten die uruguayischen Fans auf eine weitere Teilnahme ihres Landes bei einer WM warten. Für die zweite WM in Mexiko hatte sich Uruguay durch drei Siege und ein Remis gegen Chile und Ecuador qualifiziert. Bei der Weltmeisterschaft 1986 in Mexiko spielte Uruguay im ersten Spiel gegen Deutschland. Bereits in der vierten Minute ging Uruguay nach einem groben Fehler von Lothar Matthäus durch Antonio Alzamendi mit 1:0 in Führung. Die deutsche Mannschaft lief diesem Rückstand das gesamte Spiel hinterher und kam sehr glücklich in der 84. Minute durch Klaus Allofs noch zum Ausgleich. Im zweiten Spiel geriet die Mannschaft gegen WM-Neuling Dänemark mit 1:6 unter die Räder. Nach einem 0:0 gegen Schottland, bei dem José Batista bereits nach 56 Sekunden vom Platz gestellt wurde, kam Uruguay nur aufgrund einer neuen Regelung als einer der besten Gruppendritten ohne Sieg in das Achtelfinale, wo sie gegen den späteren Weltmeister Argentinien mit 0:1 ausschieden.

## Die WM 1990
Für die zweite WM in Italien hatte sich Uruguay nur durch die bessere Tordifferenz vor Bolivien (beide 6:2 Punkte) qualifiziert, indem Peru am letzten Spieltag mit 2:0 besiegt wurde.
Die Auslosung bei der Weltmeisterschaft 1990 in Italien brachte als Gegner für Uruguay: Spanien, Belgien und Südkorea. Nach einem 0:0 gegen Spanien, einer 1:3-Niederlage gegen Belgien und einem 1:0-Sieg über die Südkoreaner erreichte Uruguay erneut als einer der besten Drittplatzierten das Achtelfinale. Diesmal verloren sie gegen Gastgeber Italien mit 0:2.

## Die WM 1994
In der Qualifikation zur WM 1994 belegte Uruguay in der Gruppe B nur den dritten Platz hinter den Endrundenteilnehmern Brasilien und Bolivien und konnte nur Ecuador und Venezuela hinter sich lassen.

## Die WM 1998
Außer Weltmeister Brasilien spielten alle übrigen CONMEBOL-Mitglieder in einer Neunergruppe vier Endrundenteilnehmer aus. Uruguay landete hier nur auf Platz 7 und verpasste dadurch die Qualifikation zur WM 1998.

## Die WM 2002
Wieder musste Uruguay zwölf Jahre auf eine weitere WM-Teilnahme warten und dabei um die halbe Welt reisen: Nachdem Uruguay in der Südamerika-Qualifikation nur den 5. Platz belegt hatte, waren zwei Playoff-Spiele gegen Australien notwendig. Nach einem 0:1 in Melbourne konnte das Rückspiel in Montevideo mit 3:0 gewonnen werden. Bei der Weltmeisterschaft 2002 in Japan und Südkorea war das 0:0 gegen Titelverteidiger Frankreich nach der 1:2-Niederlage im ersten Spiel gegen Dänemark ein Achtungserfolg. Das hart erkämpfte 3:3 gegen WM-Neuling Senegal reichte jedoch nicht aus, um sich für die nächste Runde zu qualifizieren.

## Die WM 2006
In der Qualifikation zur WM 2006 belegte Uruguay in der Südamerika-Qualifikation, zu der wieder alle CONMEBOL-Mitglieder gegeneinander antraten, wieder nur Platz 5 und musste erneut im interkontinentalen Playoff gegen Ozeanien-Sieger Australien antreten. Diesmal konnte Australien aber, nachdem beide ihre Heimspiele mit 1:0 gewonnen hatten, im Elfmeterschießen die Qualifikation perfekt machen und nach 1974 (auch in Deutschland) zum zweiten Mal die Endrunde erreichen.

## Die WM 2010

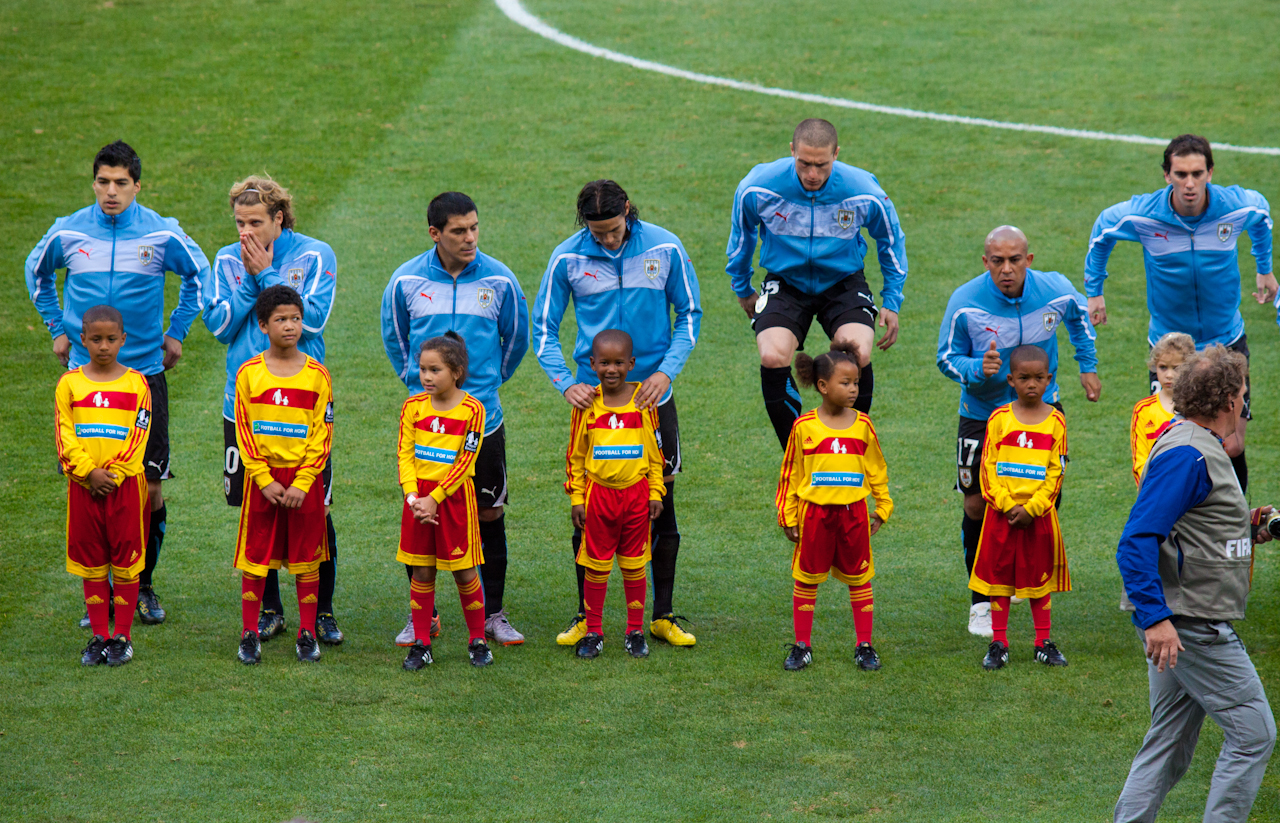
Diego Forlán und Luis Suárez mit Einlaufkindern

Nachdem sich Uruguay nicht für die Weltmeisterschaft 2006 in Deutschland qualifiziert hatte, konnte man sich in der Qualifikation für die WM in Südafrika gegen den CONCACAF-Vertreter Costa Rica durchsetzen und fuhr zum insgesamt elften Mal zu einer Endrunde. Zuvor hatte Uruguay wie vier Jahre zuvor in der Südamerika-Qualifikation nur den fünften Platz belegt. In Südafrika erreichte man nach einem 0:0 gegen Frankreich, einem 3:0 gegen Gastgeber Südafrika sowie einem 1:0-Erfolg gegen Mexiko als Gruppenerster das Achtelfinale gegen Südkorea.
Im Achtelfinale qualifizierte sich die uruguayische Mannschaft mit einem 2:1-Erfolg gegen Südkorea als erstes Team für das Viertelfinale. Im Viertelfinale setzte sich die Mannschaft im Elfmeterschießen gegen Ghana durch und qualifizierte sich erstmals seit 40 Jahren wieder für das Halbfinale. Dabei wehrte Luis Suárez in der letzten Minute der Verlängerung einen Schuss der Ghanaer auf der Torlinie durch Handspiel ab und erhielt die Rote Karte. Da Asamoah Gyan den fälligen Elfmeter nicht verwandeln konnte, ging es ins Elfmeterschießen, in dem sich Uruguay durchsetzen konnte. Im Halbfinale spielten sie am 6. Juli 2010 gegen die Niederländer um den ersten Einzug in ein WM-Finale seit 1930 und somit seit 80 Jahren, mussten aber auf ihren gesperrten Torjäger Luis Suárez verzichten.
Im Halbfinale verlor Uruguay gegen die Niederlande 2:3 und unterlag im Spiel um Platz 3 gegen Deutschland mit dem gleichen Ergebnis, so dass die Mannschaft das Turnier auf dem vierten Platz beendete. Uruguay wurde damit zum dritten Mal Vierter, so oft wie keine andere Mannschaft. Der Angreifer Diego Forlán wurde als bester Spieler des Turniers mit dem Goldenen Ball geehrt.

## Die WM 2014

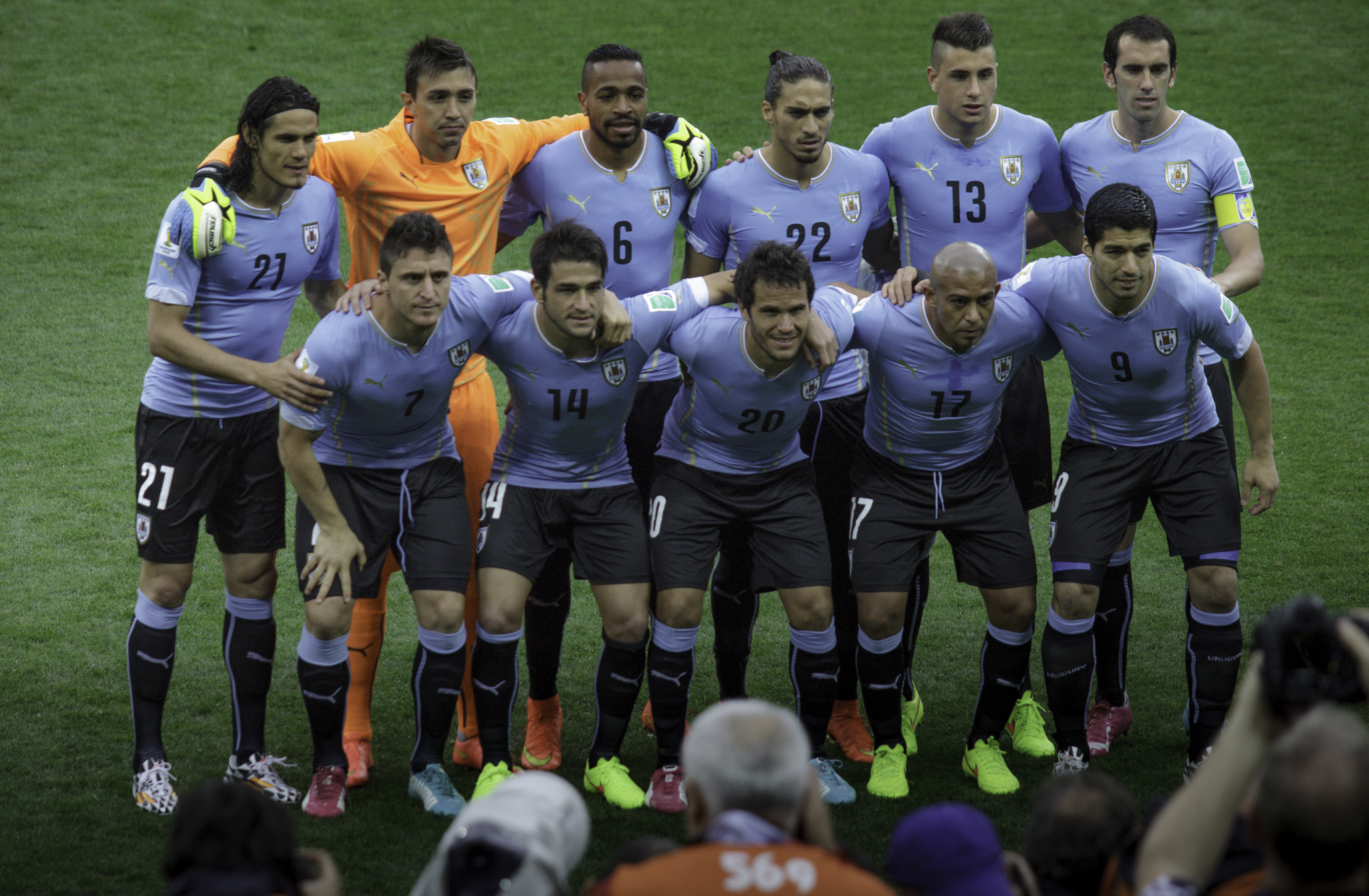
Die Mannschaft vor dem Spiel gegen England

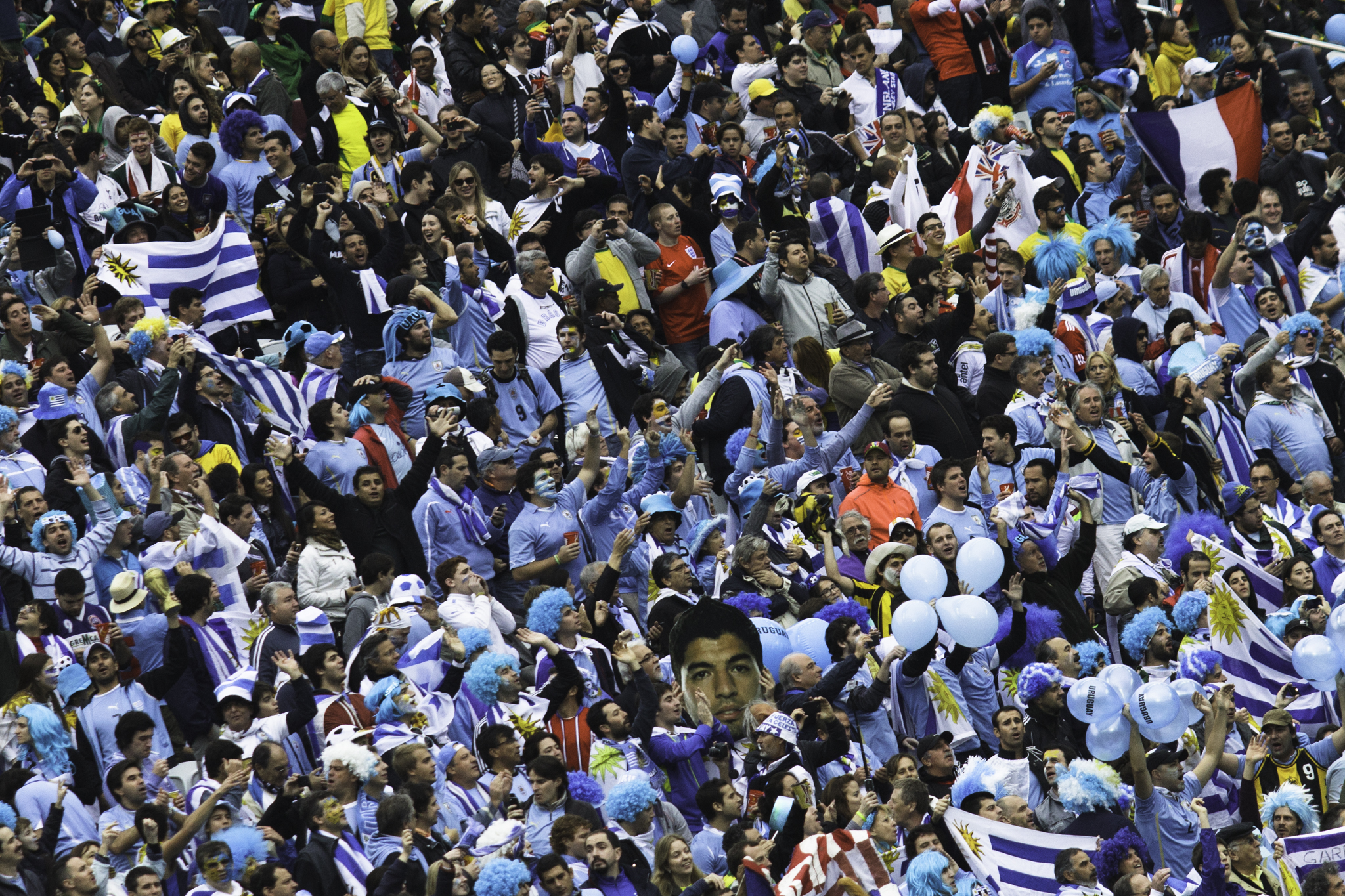
Uruguayische Fans bei der WM 2014

Auch in der Qualifikation zur Fußball-Weltmeisterschaft 2014 musste Uruguay als Fünftplatzierter der Südamerika-Gruppe den Weg über die interkontinentale Relegation gehen. Dabei setzte sich die Celeste gegen Jordanien durch. Schon das Hinspiel beim Asienvertreter wurde klar mit 5:0 gewonnen, dem höchsten Auswärtssieg in einem interkontinentalen Playoff-Spiel. So genügte im Rückspiel vor heimischem Publikum ein 0:0 zum Erreichen der WM-Endrunde.
In der Gruppenphase traf Uruguay erstmals bei einer WM auf Costa Rica sowie auf England und Italien, gegen die bereits 1966 bzw. 1970 in der Gruppenphase gespielt wurde. Beide europäische Mannschaften wurden besiegt, und Uruguay erreichte als Gruppenzweiter das Achtelfinale. Dort verlor die Mannschaft gegen Kolumbien mit 0:2 und schied aus dem Turnier aus.

## Die WM 2018
In der Qualifikation traten ab Oktober 2015 wieder alle 10 CONMEBOL-Mitglieder in Hin- und Rückspielen gegeneinander an. Die besten vier Mannschaften qualifizierten sich direkt, der Fünfte muss gegen ein Mitglied einer anderen Konföderation in Playoff-Spielen antreten. Uruguay startete mit einem Auswärtssieg in Bolivien und einem Heimsieg gegen Kolumbien, verlor dann aber in Ecuador, das als einzige Mannschaft die ersten vier Spiele gewann. Mit einem 3:0-Heimsieg im letzten Spiel des Jahres 2015 gegen Südamerikameister Chile konnte aber noch der zweite Platz erreicht werden. 2016 folgten vier Siege und je zwei Remis und Niederlagen. 2017 folgten dann je zwei Siege, Unentschieden und Niederlagen. Da sich die meisten Mannschaften außer den früh qualifizierten Brasilianern gegenseitig Punkte abnahmen, blieb der Kampf um die WM-Plätze bis zum letzten Spieltag offen. Im letzten Spiel gegen Bolivien, das keine Chance mehr hatte sich zu qualifizieren, gerieten sie dann durch ein Eigentor von Gastón Silva in der 23. Minute in Rückstand. Martin Caceres konnte aber in der 39. Minute ausgleichen, Edinson Cavani in der 41. die Uruguayer in Führung bringen und Rekordtorschütze Luis Suárez noch zwei Tore in der 60. und 75. Minute nachlegen. Kaiptän Diego Godín sorgte dann durch ein weiteres Eigentor für den 4:2-Endstand. Damit war Uruguay als Gruppenzweiter für die WM qualifiziert. Mit insgesamt 21 Toren in WM-Qualifikationsspielen ist Luis Suárez nun zusammen mit Lionel Messi bester südamerikanischer WM-Qualifikationstorschütze. Sie lösten damit in dieser Qualifikation den Argentinier Hernán Crespo als besten Südamerikaner ab, der in den Qualifikationen der Weltmeisterschaften 1998, 2002 und 2006 insgesamt 18 Tore erzielt hatte.
In Russland startete Uruguay mit zwei 1:0-Siegen gegen Ägypten und Saudi-Arabien und war damit bereits vor dem letzten Gruppenspiel für das Achtelfinale qualifiziert. Das Endspiel um den Gruppensieg gegen Gastgeber Russland gewannen die Uruguayer mit 3:0 und trafen damit im Achtelfinale auf Europameister Portugal. Durch zwei Tore von Edinson Cavani setzten sie sich mit 2:1 durch. Allerdings verletzte sich Cavani und konnte im Viertelfinale gegen Frankreich nicht eingesetzt werden. Uruguay verlor dann mit 0:2 gegen den späteren Weltmeister.

## Die WM 2022
In der Qualifikation traten wieder alle zehn CONMEBOL-Mitglieder in Hin- und Rückspielen gegeneinander an. Aufgrund der COVID-19-Pandemie startete die Qualifikation statt im März erst im Herbst 2020 und ohne Zuschauer. Uruguay konnte von den ersten vier Spielen zwei gewinnen, zwei wurden verloren. Luis Suárez gelang zum dritten Mal das erste Tor der Qualifikation. Im Juni 2021 wurde die Qualifikation mit zwei torlosen Remis gegen Paraguay und in Venezuela fortgesetzt. Nach einem weiteren Remis im ersten Septemberspiel folgten Siege gegen Bolivien und Ecuador. In den letzten fünf Spielen des Jahres wurde nur ein Punkt bei einem torlosen Remis gegen Kolumbien geholt. Nach einer 0:3-Niederlage in Bolivien hatten fünf Mannschaften mehr Punkte als die Uruguayer, worauf der langjährige Trainer der Uruguayer Óscar Tabárez entlassen wurde. Sein Nachfolger wurde Diego Alonso, der zuvor nur Vereinsmannschaften trainiert hatte. Unter ihm gelangen in den letzten vier Spielen vier Siege, wodurch die Uruguayer noch auf den dritten Platz kletterten und sich am vorletzten Spieltag für die WM qualifizierten.
Gegner bei der Endrunde in Katar waren Portugal, Ghana und Südkorea. Nach einem torlosen Remis im Auftaktspiel gegen Südkorea und einer 0:2-Niederlage gegen Portugal konnte Uruguay immerhin das letzte Gruppenspiel gegen Ghana durch zwei Tore von Giorgian De Arrascaeta gewinnen. Dennoch schied die Mannschaft mit vier Punkten als Gruppendritter bereits in der Vorrunde aus, da der Gruppenzweite Südkorea bei gleicher Punktzahl und Tordifferenz zwei Tore mehr erzielen konnte.

## Die WM 2026
Für die erste WM in drei Ländern – Kanada, Mexiko und die USA – wurde die Zahl der Teilnehmer auf 48 erhöht und den südamerikanischen Mannschaften zwei feste Plätze mehr zugestanden, so dass sich nun sechs CONMEBOL-Mitglieder direkt qualifizieren können. In der im September 2023 begonnenen Qualifikation treten wieder alle zehn CONMEBOL-Mitglieder in Hin- und Rückspielen gegeneinander an. Der Siebtplatzierte nimmt als südamerikanischer Teilnehmer am WM-Play-off-Turnier im März 2026 teil. Uruguay konnte von den ersten vier Spielen zwei gewinnen, dabei erstmals nach 22 Jahren wieder gegen Brasilien.

## Rangliste der uruguayischen WM-Spieler mit den meisten Einsätzen
01. Edinson Cavani – 17 bei 4 Turnieren
02. Diego Godín, Fernando Muslera und Luis Suárez – 16 bei 4 Turnieren
05. Ladislao Mazurkiewicz † – 13 bei 3 Turnieren
06. Martín Cáceres – 12 bei 4 Turnieren
07. Egidio Arévalo Ríos und Julio Cortés – 11 bei 2 (Ríos) bzw. 3 Turnieren
09. Diego Forlán, José María Giménez, Maximiliano Pereira, Pedro Rocha † und Luis Ubiña † – 10 bei 2 (Pereira, Ubina), 3 (Forlán, Giménez) bzw. 4 Turnieren
14. Víctor Rodríguez Andrade †, Luis Cubilla †, Víctor Espárrago, Cristian Rodríguez und Juan Schiaffino † – 9 bei 2 bzw. 3 (Cubilla) Turnieren

## Rangliste der uruguayischen WM-Spieler mit den meisten Toren
1. Óscar Míguez † – 8 Tore
2. Luis Suárez – 7 Tore
3. Diego Forlán – 6 Tore
4. Edinson Cavani, Pedro Cea † und Juan Schiaffino † – je 5 Tore
7. Carlos Borges † und Alcides Ghiggia † – je 4 Tore

## WM-Kapitäne
- 1930: José Nasazzi
- 1950: Obdulio Jacinto Varela
- 1954: Obdulio Jacinto Varela (Gruppenspiele und Viertelfinale), William Martínez (Halbfinale und Spiel um Platz 3)
- 1962, 1966: Horacio Troche (bis zum Platzverweis im Viertelfinale 1966)
- 1970: Pedro Rocha (1. Spiel bis 12. Minute), Luis Ubiña (ab 2. Spiel)
- 1974: Juan Carlos Masnik (1. Spiel), Ladislao Mazurkiewicz (2. und 3. Spiel)
- 1986: Jorge Barrios (1. und 3. Spiel, Achtelfinale), Eduardo Mario Acevedo (2. Spiel)
- 1990: Enzo Francescoli
- 2002: Paolo Montero
- 2010: Diego Lugano, Diego Forlán (Halbfinale)
- 2014: Diego Lugano (1. Spiel), Diego Godín (ab 2. Spiel)
- 2018: Diego Godín
- 2022: Diego Godín (1. und 2. Spiel), Luis Suárez (3. Spiel)

## Anteil der im Ausland spielenden Spieler im WM-Kader
Uruguay setzte erstmals 1970 einen Legionär ein, danach immer mehr und bei der letzten WM mit Sebastián Coates nur noch einen Spieler, der in Uruguay spielte.
| Jahr (Spiele) | Anzahl (Länder) | Spieler (Einsätze) |
| ------------- | --- | --- |
| 1930          | 0 | |
| 1950 und 1954 | 0 | |
| 1962 und 1966 | 0 | |
| 1970 (6)      | 1 (Argentinien) | Oscar Zubía (2) |
| 1974 (3)      | 7 (2 in Argentinien, 3 in Brasilien, 2 in Spanien) | Baudilio Jáuregui (3), Ricardo Pavoni (3); Pablo Forlán (3), Ladislao Mazurkiewicz (3), Pedro Rocha (3); Julio Montero Castillo (1), Víctor Espárrago (3) |
| 1986 (4)      | 14 (4 in Argentinien, 4 in Brasilien, 1 in Frankreich, 1 in Griechenland, 1 in Kolumbien, 3 in Spanien)                                                                              | Antonio Alzamendi (3), José Batista (3), Enzo Francescoli (4), Nelson Gutiérrez (4); Víctor Diogo (3), Rubén Paz (1), Darío Pereyra (2), Rodolfo Rodríguez (0); Venancio Ramos (4); Jorge Barrios (3); Sergio Santín (4); Wilmar Cabrera (2), Jorge da Silva (3), Mario Saralegui (3) |
| 1990 (4)      | 12 (2 in Argentinien, 1 in Frankreich, 5 in Italien, 4 in Spanien) | Hugo de León (4), Eduardo Pereira (0); Enzo Francescoli (4); Carlos Aguilera (4), Nelson Gutiérrez (4), Rubén Paz (3), José Perdomo (4), Rubén Sosa (4); Antonio Alzamendi (3), Pablo Bengoechea (1), José Óscar Herrera (3), Javier Zeoli (0) |
| 2002 (3)      | 15 (1 in England, 8 in Italien, 1 in Mexiko, 5 in Spanien) | Diego Forlán (1); Fabián Carini (3), Pablo García (3), Gianni Guigou (2), Federico Magallanes (2), Paolo Montero (3), Fabián O’Neill (0), Álvaro Recoba (3), Gonzalo Sorondo (3); Sebastián Abreu (3); Nicolás Olivera (0), Mario Regueiro (2), Marcelo Romero (2), Gonzalo de los Santos (1), Darío Silva (3) |
| 2010 (7)      | 21 (1 in Argentinien, 1 in Brasilien, 3 in Chile, 1 in Frankreich, 4 in Italien, 1 in Kolumbien, 2 in den Niederlanden, 3 in Portugal, 1 in Schweden, 3 in Spanien, 1 in der Türkei) | Sebastián Fernández (2); Sebastián Abreu (4); Álvaro Fernández (4), Andrés Scotti (2), Mauricio Victorino (5); Diego Pérez (7); Martín Cáceres (2), Edinson Cavani (6), Walter Gargano (3), Fernando Muslera (7); Juan Guillermo Castillo (0); Nicolás Lodeiro (3), Luis Suárez (6); Jorge Fucile (5), Álvaro Pereira (6), Maxi Pereira (6); Sebastián Eguren (1); Diego Forlán (7), Diego Godín (5), Ignacio González (1); Diego Lugano (6)                                 |
| 2014 (4)      | 22 (3 in Brasilien, 3 in England, 1 in Frankreich, 5 in Italien, 1 in Japan, 1 in Mexiko, 1 in Paraguay, 2 in Portugal, 4 in Spanien, 1 in der Türkei)                               | Nicolás Lodeiro (3), Álvaro Pereira (3), Martín Silva (0); Diego Lugano (1), Gastón Ramírez (2), Luis Suárez (2); Edinson Cavani (4); Martín Cáceres (4), Abel Hernández (2), Diego Perez (0), Walter Gargano (1), Álvaro González (4); Diego Forlán (2); Egidio Arévalo Ríos (4); Rodrigo Muñoz (0); Jorge Fucile (1), Maxi Pereira (3); José María Giménez (3), Diego Godín (4), Cristian Rodríguez (4), Christian Stuani (4); Fernando Muslera (4)                        |
| 2018 (5)      | 21 (3 in Argentinien, 2 in Brasilien, 1 in Frankreich, 5 in Italien, 2 in Mexiko, 2 in Portugal, 5 in Spanien, 1 der Türkei)                                                         | Martín Campaña, Nahitan Nández (5), Gastón Silva; Giorgian De Arrascaeta (2), Martín Silva; Edinson Cavani (4); Rodrigo Bentancur (5), Martín Cáceres (5), Diego Laxalt (4), Lucas Torreira (5), Matias Vecino (5); Carlos Sánchez (3), Jonathan Urretaviscaya; Sebastián Coates (1), Maxi Pereira; José María Giménez (4), Diego Godín (5), Maximiliano Gómez (2), Luis Suárez (5), Christian Stuani (2); Fernando Muslera (5)                                              |
| 2022 (3)      | 23 (3 in Argentinien, 3 in Brasilien, 3 in England, 3 in Italien, 2 in Portugal, 4 in Spanien, 3 der Türkei, 2 in den USA)                                                           | Nicolás De La Cruz (2), Diego Godín (2), Sebastián Sosa; Agustín Canobbio (1), Giorgian De Arrascaeta (2), Guillermo Varela (3); Rodrigo Bentancur (3), Darwin Núñez (3), Facundo Pellistri (3); Mathías Olivera (3), Matías Vecino (3), Matías Viña (2); Sebastián Coates (2), Manuel Ugarte; Ronald Araújo, Edinson Cavani (3), José María Giménez (3), Federico Valverde (3); Maximiliano Gómez (2), Fernando Muslera, Lucas Torreira; Martín Cáceres (1), Facundo Torres |

## Bei Weltmeisterschaften gesperrte Spieler
- 1962: Im zweiten Gruppenspiel gegen Jugoslawien wurde Ángel Rubén Cabrera nach einer Prügelei mit Vladica Popović als erster Uruguayer ebenso wie dieser vom Platz gestellt. Beide wurden aber in ihren letzten Gruppenspielen wieder eingesetzt.
- 1966: Horacio Troche wurde im Viertelfinale gegen Deutschland wegen eine Tätlichkeit und Héctor Silva wegen Foulspiel vom Platz gestellt. Das 0:4 verhinderte weitere Auswirkungen beim Turnier.
- 1974: Julio Montero Castillo erhielt im ersten Gruppenspiel gegen die Niederländer als erster Uruguayer die Rote Karte und war für das nächste Spiel gesperrt.
- 1986: Miguel Bossio erhielt im zweiten Gruppenspiel gegen Dänemark die rote Karte und war für das nächste Spiel gesperrt. José Batista erhielt 56 Sekunden nach Anpfiff des letzten Vorrundenspiels gegen Schottland die rote Karte und war für das Achtelfinale gegen Argentinien ebenso gesperrt wie Víctor Diogo, der die zweite gelbe Karte erhalten hatte. Die zweite gelbe Karte für Jorge da Silva im Achtelfinale hatte dagegen aufgrund der Niederlage gegen Argentinien keinen weiteren Effekt.
- 1990: Im Achtelfinale gegen Italien erhielt José Perdomo die zweite gelbe Karte. Da Uruguay das Spiel verlor und ausschied, hatten diese keinen Effekt
- 2002: Pablo García und Marcelo Romero erhielten im letzten Gruppenspiel gegen den Senegal die zweite gelbe Karte. Da Uruguay ausschied, hatten diese keinen Effekt.
- 2010: Im Auftaktspiel gegen Vize-Weltmeister Frankreich erhielt Nicolás Lodeiro zwei Minuten nach seiner Einwechslung die erste und 16 Minuten später die zweite Gelbe Karte und damit die Gelb-Rote Karte, wodurch er für das nächste Spiel gesperrt war. Im Viertelfinale erhielt Luis Suárez wegen absichtlichen Handspiels in der letzten Minute der Verlängerung gegen Ghana die rote Karte und war für das Halbfinale gesperrt. Zudem erhielt Jorge Fucile die zweite gelbe Karte, womit er ebenfalls im Halbfinale nicht eingesetzt werden konnte.
- 2014: Im ersten Gruppenspiel erhielt Maxi Pereira in der 5. Minute der Nachspielzeit die Rote Karte und war für das nächste Gruppenspiel gegen England gesperrt. Im Achtelfinale musste Uruguay ohne Luis Suárez antreten, der von der FIFA wegen seiner Beiß-Attacke gegen Giorgio Chiellini im Spiel gegen Italien für 9 Spiele gesperrt wurde.[9]
- 2018: Im Achtelfinale erhielt Rodrigo Bentancur die zweite Gelbe Karte, die aber keine Auswirkung mehr hat, da Uruguay ausschied.

## Spiele
Uruguay bestritt bisher 59 WM-Spiele, davon wurden 25 gewonnen, 13 endeten remis und 21 wurden verloren. Drei Remis-Spiele mussten verlängert werden, davon wurde je eins gewonnen und verloren, sowie eins im Elfmeterschießen gewonnen. Uruguay spielte bei Weltmeisterschaften viermal gegen den späteren Weltmeister 1996/England, 1970/Brasilien, 1986/Argentinien und 2018/Frankreich. Uruguay hatte bisher vier Heimspiele und spielte fünfmal gegen den Gastgeber: 1950/Brasilien/Finalrunde, 1966/England/Vorrunde, 1990/Italien/Achtelfinale, 2010/Südafrika/Vorrunde und 2018/Russland. Uruguay spielte einmal gegen den Titelverteidiger: 2002/Frankreich.
Uruguay traf fünfmal auf WM-Neulinge: 1954/Schottland, 1962/Kolumbien, 1970/Israel, 1986/Dänemark sowie 2002/Senegal.
Häufigste Gegner sind Deutschland und Frankreich, gegen die Uruguay bisher viermal spielte, davon dreimal gegen Deutschland im letzten Spiel des Turniers für die Uruguayer (1× Viertelfinale, 2× Spiel um Platz 3), womit Deutschland auch der häufigste letzte Gegner war.
| Alle WM-Spiele |            |                     |                  |   |                             |                                      | |
| Nr.            | Datum      | Ergebnis            | Gegner           |   | Austragungsort              | Anlass                               | Bemerkung                                                                                               |
| 1              | 18.07.1930 | 1:0                 | Peru             | H | Montevideo                  | Vorrunde                             | Erstes Spiel im Estadio Centenario                                                                      |
| 2              | 21.07.1930 | 4:0                 | Rumänien         | H | Montevideo                  | Vorrunde                             | Erstes Länderspiel gegen Rumänien                                                                       |
| 3              | 27.07.1930 | 6:1                 | Jugoslawien      | H | Montevideo                  | Halbfinale                           | |
| 4              | 30.07.1930 | 4:2                 | Argentinien      | H | Montevideo                  | Finale                               | Erster WM-Titel Letztes Länderspiel von Héctor Scarone, mit 31 Toren bis 2011 Rekordtorschütze Uruguays |
| 5              | 02.07.1950 | 8:0                 | Bolivien         | * | Belo Horizonte (BRA)        | Vorrunde                             | |
| 6              | 09.07.1950 | 2:2                 | Spanien          | * | São Paulo (BRA)             | Finalrunde                           | Erstes Spiel gegen Spanien                                                                              |
| 7              | 13.07.1950 | 3:2                 | Schweden         | * | São Paulo (BRA)             | Finalrunde                           | Erstes Spiel gegen Schweden                                                                             |
| 8              | 16.07.1950 | 2:1                 | Brasilien        | A | Rio de Janeiro (BRA)        | Finalrunde (Inoffizielles WM-Finale) | 2. WM-Titel                                                                                             |
| 9              | 16.06.1954 | 2:0                 | Tschechoslowakei | * | Bern (CHE)                  | Vorrunde                             | Erstes Spiel gegen die Tschechoslowakei                                                                 |
| 10             | 19.06.1954 | 7:0                 | Schottland       | * | Basel (CHE)                 | Vorrunde                             | Erstes Spiel einer südamerikanischen Mannschaft gegen Schottland Höchste schottische Niederlage         |
| 11             | 26.06.1954 | 4:2                 | England          | * | Basel (CHE)                 | Viertelfinale                        | |
| 12             | 30.06.1954 | 2:4 n. V.           | Ungarn           | * | Lausanne (CHE)              | Halbfinale                           | Erstes Spiel gegen Ungarn Erste Niederlage in einem WM-Spiel                                            |
| 13             | 03.07.1954 | 1:3                 | Österreich       | * | Zürich (CHE)                | WM-Spiel um Platz 3                  | Erstes Spiel gegen Österreich                                                                           |
| 14             | 30.05.1962 | 2:1                 | Kolumbien        | * | Arica (CHI)                 | Vorrunde                             | |
| 15             | 02.06.1962 | 1:3                 | Jugoslawien      | * | Arica (CHI)                 | Vorrunde                             | |
| 16             | 06.06.1962 | 1:2                 | Sowjetunion      | * | Arica (CHI)                 | Vorrunde                             | Erstes Aus in einer WM-Vorrunde                                                                         |
| 17             | 11.07.1966 | 0:0                 | England          | A | London (ENG)                | Eröffnungsspiel                      | |
| 18             | 15.07.1966 | 2:1                 | Frankreich       | * | London (ENG)                | Vorrunde                             | |
| 19             | 19.07.1966 | 0:0                 | Mexiko           | * | London (ENG)                | Vorrunde                             | |
| 20             | 23.07.1966 | 0:4                 | BR Deutschland   | * | Sheffield (ENG)             | Viertelfinale                        | Erste WM-Niederlage eines Ex-Weltmeisters gegen einen anderen Ex-Weltmeister                            |
| 21             | 02.06.1970 | 2:0                 | Israel           | * | Puebla (MEX)                | Vorrunde                             | |
| 22             | 06.06.1970 | 0:0                 | Italien          | * | Puebla (MEX)                | Vorrunde                             | |
| 23             | 10.06.1970 | 0:1                 | Schweden         | * | Puebla (MEX)                | Vorrunde                             | |
| 24             | 14.06.1970 | 1:0 n. V.           | Sowjetunion      | * | Mexiko-Stadt (MEX)          | Viertelfinale                        | Einziger Sieg gegen die UdSSR                                                                           |
| 25             | 17.06.1970 | 1:3                 | Brasilien        | * | Guadalajara (MEX)           | Halbfinale                           | |
| 26             | 20.06.1970 | 0:1                 | BR Deutschland   | * | Mexiko-Stadt (MEX)          | Spiel um Platz 3                     | |
| 27             | 15.06.1974 | 0:2                 | Niederlande      | * | Hannover (DEU)              | Vorrunde                             | |
| 28             | 19.06.1974 | 1:1                 | Bulgarien        | * | Hannover (DEU)              | Vorrunde                             | Erstes Länderspiel gegen Bulgarien                                                                      |
| 29             | 23.06.1974 | 0:3                 | Schweden         | * | Düsseldorf (DEU)            | Vorrunde                             | |
| 30             | 04.06.1986 | 1:1                 | BR Deutschland   | * | Santiago de Querétaro (MEX) | Vorrunde                             | |
| 31             | 08.06.1986 | 1:6                 | Dänemark         | * | Nezahualcóyotl (MEX)        | Vorrunde                             | Erstes Länderspiel gegen Dänemark                                                                       |
| 32             | 13.06.1986 | 0:0                 | Schottland       | * | Nezahualcóyotl (MEX)        | Vorrunde                             | |
| 33             | 16.06.1986 | 0:1                 | Argentinien      | * | Puebla (MEX)                | Achtelfinale                         | |
| 34             | 13.06.1990 | 0:0                 | Spanien          | * | Udine (ITA)                 | Vorrunde                             | |
| 35             | 17.06.1990 | 1:3                 | Belgien          | * | Verona (ITA)                | Vorrunde                             | |
| 36             | 21.06.1990 | 1:0                 | Südkorea         | * | Udine (ITA)                 | Vorrunde                             | |
| 37             | 25.06.1990 | 0:2                 | Italien          | A | Rom (ITA)                   | Achtelfinale                         | |
| 38             | 01.06.2002 | 1:2                 | Dänemark         | * | Ulsan (KOR)                 | Vorrunde                             | |
| 39             | 06.06.2002 | 0:0                 | Frankreich       | * | Busan (KOR)                 | Vorrunde                             | |
| 40             | 11.06.2002 | 3:3                 | Senegal          | * | Suwon (KOR)                 | Vorrunde                             | Erstes Länderspiel gegen den Senegal 700. von der FIFA gezähltes Spiel von Uruguay                      |
| 41             | 11.06.2010 | 0:0                 | Frankreich       | * | Kapstadt (RSA)              | Vorrunde                             | |
| 42             | 16.06.2010 | 3:0                 | Südafrika        | A | Pretoria (RSA)              | Vorrunde                             | |
| 43             | 22.06.2010 | 1:0                 | Mexiko           | * | Rustenburg (RSA)            | Vorrunde                             | |
| 44             | 26.06.2010 | 2:1                 | Südkorea         | * | Port Elizabeth (RSA)        | Achtelfinale                         | |
| 45             | 02.07.2010 | 1:1 n. V. 4:2 i. E. | Ghana            | * | Johannesburg (RSA)          | Viertelfinale                        | Erstes Länderspiel gegen Ghana                                                                          |
| 46             | 06.07.2010 | 2:3                 | Niederlande      | * | Kapstadt (RSA)              | Halbfinale                           | |
| 47             | 10.07.2010 | 2:3                 | Deutschland      | * | Port Elizabeth (RSA)        | Spiel um Platz 3                     | |
| 48             | 14.06.2014 | 1:3                 | Costa Rica       | * | Fortaleza (BRA)             | Vorrunde                             | Erste Niederlage gegen Costa-Rica                                                                       |
| 49             | 19.06.2014 | 2:1                 | England          | * | São Paulo (BRA)             | Vorrunde                             | |
| 50             | 24.06.2014 | 1:0                 | Italien          | * | Natal (BRA)                 | Vorrunde                             | 50. WM-Spiel und 50. Sieg gegen eine europäische Mannschaft                                             |
| 51             | 28.06.2014 | 0:2                 | Kolumbien        | * | Rio de Janeiro (BRA)        | Achtelfinale                         | |
| 52             | 15.06.2018 | 1:0                 | Ägypten          | * | Jekaterinburg (RUS)         | Vorrunde                             | |
| 53             | 20.06.2018 | 1:0                 | Saudi-Arabien    | * | Rostow am Don (RUS)         | Vorrunde                             | 100. Länderspiel von Luis Suárez                                                                        |
| 54             | 25.06.2018 | 3:0                 | Russland         | A | Samara (RUS)                | Vorrunde                             | 100. Länderspiel von Fernando Muslera                                                                   |
| 55             | 30.06.2018 | 2:1                 | Portugal         | * | Sotschi (RUS)               | Achtelfinale                         | |
| 56             | 06.07.2018 | 0:2                 | Frankreich       | * | Nischni Nowgorod (RUS)      | Viertelfinale                        | |
| 57             | 24.11.2022 | 0:0                 | Südkorea         | * | ar-Rayyan (QAT)             | Vorrunde                             | |
| 58             | 28.11.2022 | 0:2                 | Portugal         | * | Lusail (QAT)                | Vorrunde                             | |
| 59             | 02.12.2022 | 2:0                 | Ghana            | * | al-Wakra (QAT)              | Vorrunde                             | |

## Bilanz gegen die anderen Weltmeister bei Weltmeisterschaften
- Deutschland: 4 Spiele, 1 Remis, 3 Niederlagen; 3:9 Tore
- Frankreich: 4 Spiele, 1 Sieg, 2 Remis, 1 Niederlage; 2:3 Tore
- England: 3 Spiele, 2 Siege, 1 Remis; 6:3 Tore
- Italien: 3 Spiele, je 1 Sieg, 1 Remis und 1 Niederlage; 1:2 Tore
- Argentinien: 2 Spiele, 1 Sieg, 1 Niederlage; 4:3 Tore
- Brasilien: 2 Spiele, 1 Sieg, 1 Niederlage; 3:4 Tore
- Spanien: 2 Spiele, 2 Remis; 2:2 Tore

## Rekorde
- Einzige Weltmeister, die nur in einem Stadion spielten: Uruguay (1930 im Estadio Centenario) und England (1966 im Wembley-Stadion)
- Jüngster Trainer eines Weltmeister-Teams war 1930 Alberto Suppici mit 31 Jahren.
- Schnellstes Tor nach einer Einwechslung: Richard Morales nach 16 Sekunden gegen den Senegal bei der WM 2002.
- Die wenigsten Spiele um Weltmeister zu werden: 4 – Uruguay 1930 und 1950 sowie Italien 1938, da sie entweder als Veranstalter (1930) beziehungsweise Weltmeister (1938) automatisch qualifiziert waren oder zwei Gegner nicht antraten (1950).
- Die häufigste Paarung im Spiel um Platz 3: Uruguay – Deutschland (1970 und 2010)
- Die höchsten Siege bei zwei Turnieren:
  - 1930 Uruguay – Jugoslawien 6:1 (ebenso wie Argentinien – USA) – beide im Halbfinale, gleichzeitig höchste Siege in einem Halbfinale nach der Vorrunde.
  - 1950 Uruguay – Bolivien 8:0 in der Vorrunde
- Rekord-Vierter: 1954, 1970 und 2010
- Häufigste Qualifikation über interkontinentale Playoffs: 2002, 2010 und 2014
- Höchster Auswärtssieg in einem interkontinentalen Playoff: 5:0 in Amman gegen Jordanien am 13. November 2013

### Negativrekorde
- Der schnellste Platzverweis: José Batista im Spiel Uruguay gegen Schottland bei der WM 1986 (Endstand 0:0) nach 56 Sekunden durch Schiedsrichter Joël Quiniou (Frankreich).
- Die höchste Niederlage in einem Viertelfinale nach der Vorrunde: Uruguay – Deutschland 0:4 1966 (ebenso wie Nordirland – Frankreich 1958)

## Höchste Siege und Niederlagen
Die uruguayische Mannschaft erzielte ihre höchsten Siege gegen folgende Länder bei WM-Turnieren:
- England: Viertelfinale 1954 – 4:2 (zudem noch ein 2:0 in einem Freundschaftsspiel)
- Ghana: Vorrunde 2022 – 2:0 (erster Sieg gegen Ghana)
- Portugal: Achtelfinale 2018 – 2:1 (erster Sieg gegen Portugal)
- Rumänien: Vorrunde 1930 – 4:0
- Saudi-Arabien: Vorrunde 2018 – 1:0 (erster Sieg gegen Saudi-Arabien)
- Schottland: Vorrunde 1954 – 7:0 (höchste Niederlage Schottlands)
- Schweden: Finalrunde 1950 – 3:2 (bisher einziger Sieg)
- Südafrika: Vorrunde 2010 – 3:0
- Russland: Vorrunde – 3:0 – (erster Sieg gegen Russland)
- Tschechoslowakei: Finalrunde 1954 – 2:0 (zudem ein Freundschaftsspiel, das 3:1 gewonnen wurde)
- Sowjetunion: Viertelfinale 1970 – 1:0 n. V. (einziger Sieg)

Gegen folgende Länder kassierte die uruguayische Mannschaft ihre höchsten Niederlagen bei WM-Turnieren:
- Belgien: Vorrunde 1990 – 1:3 (zudem noch ein 0:2 in einem Freundschaftsspiel)
- Costa Rica: Vorrunde 2014 – 1:3 (einzige Niederlage gegen Costa Rica)
- Dänemark: Vorrunde 1986 – 1:6
- Frankreich: Viertelfinale 2018 – 0:2 (zudem ein 0:2 beim Intercontinental-Cup 1985)
- Jugoslawien: Vorrunde 1962 – 1:3
- Niederlande: Vorrunde 1974 – 0:2
- Österreich: Spiel um Platz 3 1954 – 1:3 (einzige Niederlage gegen Österreich)
- Schweden: Vorrunde 1974 – 0:3
- Ungarn: Halbfinale 1954 – 2:4 n. V. (einzige Niederlage gegen Ungarn)